# Groupe d'armées Rupprecht de Bavière

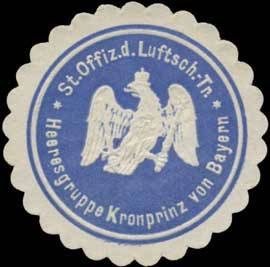
Titre du cachet : St. Offizier der Luftschiffer-Truppen du Groupe d'armées Kronprinz von Bayern.

Le groupe d'armées Rupprecht de Bavière (allemand : Heeresgruppe Kronprinz Rupprecht von Bayern), groupe d'armées « Prince héritier Rupprecht » ou groupe d'armées A, est un groupe d'armées de la Deutsches Heer, qui opère sur le front de l'Ouest  pendant la Première Guerre mondiale entre le 28 août 1916 et le 11 novembre 1918 sous le commandement de Rupprecht de Bavière, prince héritier de Bavière.
Il est formé à partir d'un groupe d'armées commandé par Max von Gallwitz.